# Membrolles
Membrolles ist eine Ortschaft und eine ehemalige französische Gemeinde mit 272 Einwohnern (Stand 1. Januar 2022) im Département Loir-et-Cher in der Region Centre-Val de Loire. Sie gehörte zum Arrondissement Blois und zum Kanton La Beauce. 
Membrolles wurde mit Wirkung vom 1. Januar 2016 mit den früheren Gemeinden La Colombe, Ouzouer-le-Marché, Prénouvellon, Semerville, Tripleville und Verdes zur Commune nouvelle Beauce la Romaine zusammengeschlossen und übt in der neuen Gemeinde den Status einer Commune déléguée aus. 

## Lage
Der Ort Membrolles liegt an der Grenze zum Département Loir-et-Cher, 13 Kilometer südöstlich von Châteaudun. Nachbarorte sind Ozoir-le-Breuil im Norden, Prenouvéllon im Osten, Tripleville im Süden, Verdes im Südwesten und Le Mée im Westen.

## Bevölkerungsentwicklung
| Jahr                       | 1962 | 1968 | 1975 | 1982 | 1990 | 1999 | 2008 |
| -------------------------- | ---- | ---- | ---- | ---- | ---- | ---- | ---- |
| Einwohner                  | 389  | 326  | 278  | 237  | 215  | 216  | 251  |
| Quellen: Cassini und INSEE |      |      |      |      |      |      |      |

## Sehenswürdigkeiten
- Kirche Saint-Martin
- Schloss Corbet
- zwei Dolmen namens Pierres de Gargantua

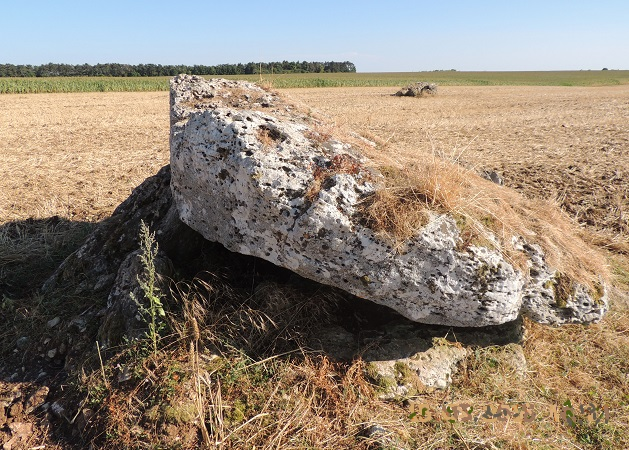
Pierres de Gargantua